# Ульянов, Дмитрий Ильич
Дми́трий Ильи́ч Улья́нов (4 (16) августа 1874, Симбирск — 16 июля 1943, Горки Ленинские) — российский революционер и советский партийный и государственный деятель, младший брат Владимира Ильича Ленина и Александра Ильича Ульянова.

## Биография
Дмитрий Ильич Ульянов родился 4 августа (16) 1874 года в Симбирске, отец Илья Николаевич Ульянов директор народных училищ Симбирской губернии и мать домашняя учительница Мария Александровна Ульянова.
Дмитрий был 5 ребёнком в семье Ульяновых после: Анны, Александра, Владимира и Ольги.
Крестили во Владимирской церкви Симбирска. Восприемниками при крещении были: надворный советник Николай Александрович Языков (племянник знаменитого поэта Н. М. Языкова), жена коллежского асессора С. А. Лаврова и старшая сестра-девица Анна Ильинична.
Он рос в большой дружной семье. Перед глазами маленького Дмитрия был пример старших братьев Александра и Владимира, старших сестёр Анны и Ольги. Если Александр на целых десять лет был старше Дмитрия, то Володя подходил гораздо ближе и по возрасту, и по увлечениям. Чуткое и внимательное отношение брата Владимира, его помощь и поддержку Дмитрий ощущал с детства и всю свою жизнь.
В 1883—1887 годах Дмитрий Ульянов учился в Симбирской гимназии, потом продолжил обучение в Казанской, а затем, с 1889 года — в Самарской гимназии.

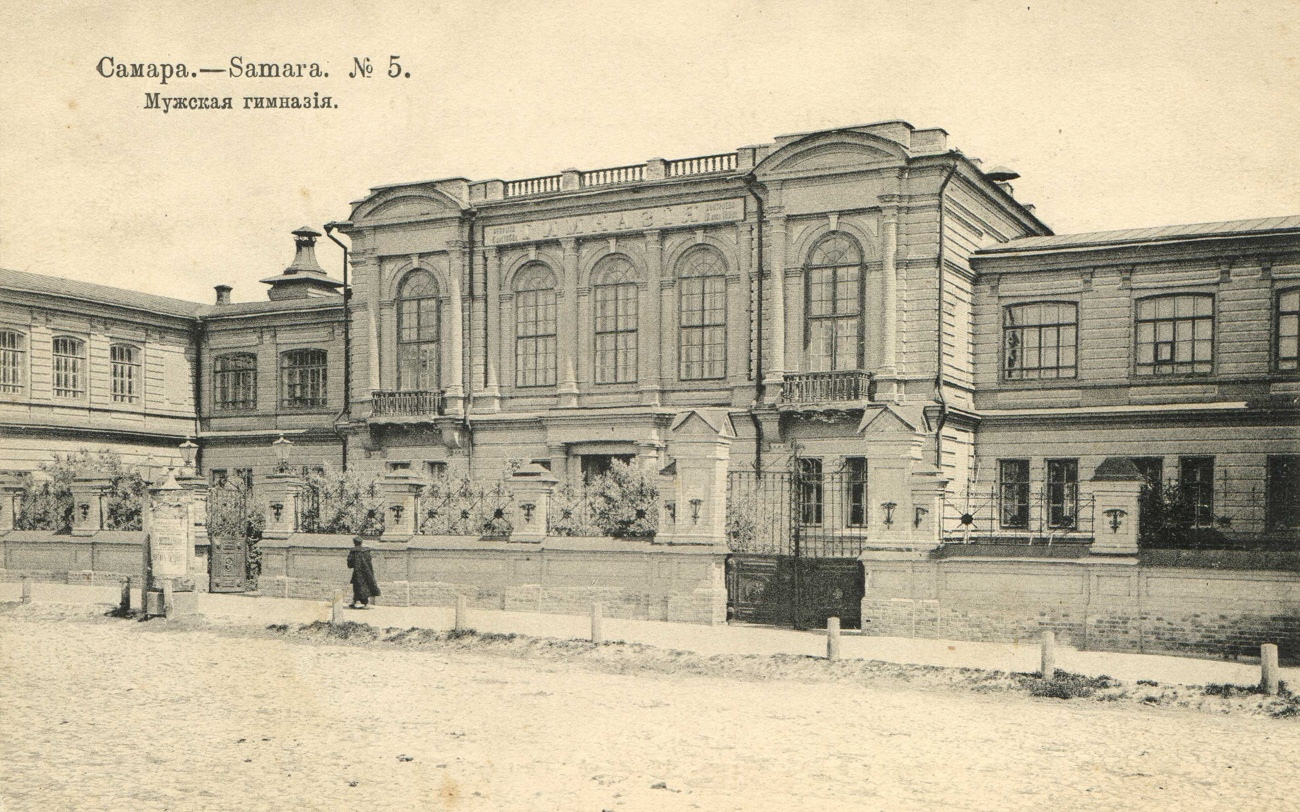
Самарская мужская гимназия, где учился Дмитрий Ильич Ульянов

В 1893 году окончил Самарскую мужскую гимназию и поступил на медицинский факультет Московского университета. Став студентом, он начал заниматься революционной деятельностью в нелегальных марксистских кружках московского «Рабочего союза».
В ноябре 1897 года был арестован по делу «Союзного совета объединённых землячеств» и «Рабочего союза», затем исключён из университета и год просидел в тюрьме. Затем был выслан в Тулу и через месяц переехал в Подольск, где жил с 1898 года под гласным надзором полиции. Впоследствии до 1917 года он арестовывался неоднократно.
В 1900 году стал корреспондентом «Искры», а в 1901 году окончил медицинский факультет Императорского Дерптского университета.
В 1903—1914 годах совмещал революционную деятельность с работой врача. В 1903 году на революционной работе в Туле, делегат II съезда РСДРП, затем — агент ЦК РСДРП в Киеве. Содержался в Косом капонире и Лукьяновской тюрьме. Неоднократно подвергался арестам. В годы Революции 1905—1907 годов работал земским врачом в Симбирском уездном земстве в Симбирске и был членом комитета РСДРП, потом — в Серпуховском уезде Московской губернии, затем — в Феодосии, в Крыму.

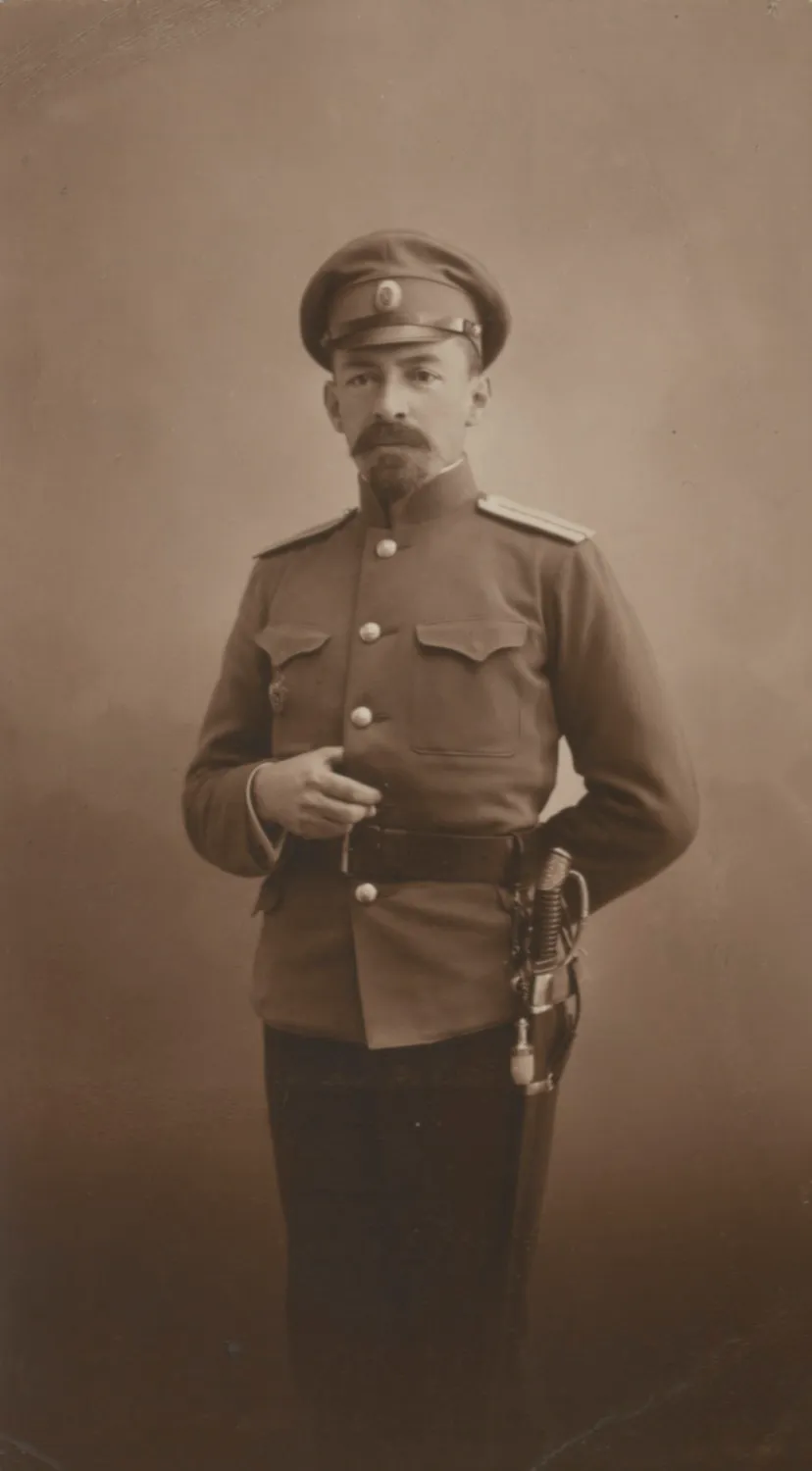
Д. И. Ульянов, Севастополь.1914-1916 г. г.

В Первую мировую войну был мобилизован в армию, служил военным врачом в Севастополе, в Одессе, в сануправлении Румынского фронта, дослужился до чина капитана, вёл революционную работу.
22 февраля 1917 года Дмитрий Ильич был награждён орденом Святой Анны 3-й степени «За отлично усердную службу и труды, понесенные по обстоятельствам военного времени».  Там же, в Крыму, летом 1917 года он познакомился с Фанни Каплан, с которой у него был роман.
После Октябрьской революции вёл активную борьбу за советскую власть в Крыму. С декабря 1917 года — член Таврического комитета РСДРП(б). Во время борьбы за установление советской власти в январе 1918 года участвовал в боях под Бахчисараем и Симферополем. В том же году вошёл в состав губкома партии и редколлегии его газеты «Таврическая правда». Когда в Крым вторглись кайзеровские войска, переехал в Евпаторию, здесь был зампредседателя подпольного уездного ревкома.
В апреле 1919 года вернулся в Симферополь, был избран членом обкома партии, назначен наркомом здравоохранения и социального обеспечения. 5 мая 1919 года избран председателем Совнаркома Крымской Советской Социалистической Республики.
Газета «Таврический коммунист» опубликовала 20 мая 1919 года статью главы Крымской ССР Д. И. Ульянова Все под оружие! : «Мы переживаем серьёзный период нашей революции. Нам некогда думать о мирном строительстве, нет возможности заняться урегулированием промышленности, снабжением тыла достаточным количеством предметов первой необходимости. Все силы сверхчеловечно напряжены для войны, но отнюдь не потому, что мы её хотим, но только потому, что крепостники и капиталисты не дают нам передышки, и в данных условиях прекратить войну значило бы добровольно надеть на себя старые цепи ненавистного нам капиталистического ига».
В 1920—1921 годах — член Крымского обкома РКП(б) и Ревкома.

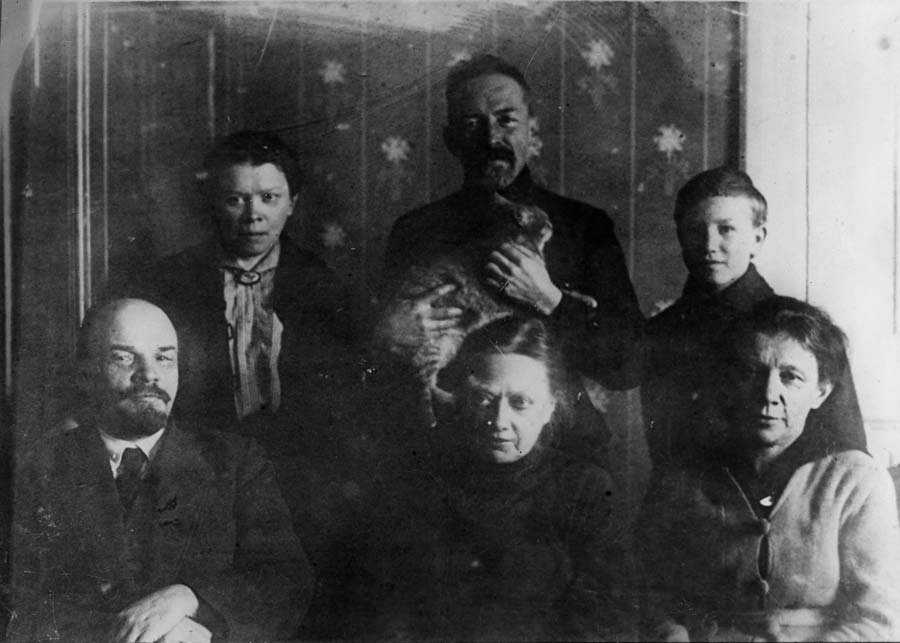
Д. И. Ульянов со средним братом Владимиром Лениным и снохой Надеждой Крупской, с младшей сестрой Марией Ульяновой, старшей сестрой Анной Ульяновой-Елизаровой с её воспитанником, в квартире Ленина и Крупской в Кремле. Сидят — В. И. Ленин, Н. К. Крупская, А. И. Ульянова-Елизарова; стоят — М. И. Ульянова, Д. И. Ульянов и воспитанник А.И. и М. Т. Елизаровых Гора Лозгачев. Осень 1920 г. Москва, Кремль

С 1921 года Дмитрий Ульянов обосновался в Москве, где работал в Наркомздраве, Коммунистическом университете им. Я. М. Свердлова, Коммунистическом университете трудящихся Востока, в научном секторе поликлиники Сануправления Кремля, а также вёл работу в Центральном музее В. И. Ленина. Как дачей пользовался резиденцией В. И. Ленина в Горках.
В 1930-х годах вместе с младшей сестрой Марией Ульяновой написал воспоминания о Ленине, неоднократно публиковавшиеся впоследствии.
В 1941—7.1942 годах жил в эвакуации на родине в Ульяновске, в доме, где он родился (ныне Квартира-музей семьи Ульяновых), с июля 1942 г. Дмитрий Ильич с семьёй переехал в Куйбышев, где их на лето поместили на бывшей даче П. П. Постышева, затем — в Москве. Делегат XVI и XVII съездов ВКП(б).
Умер 16 июля 1943 года в Горках от приступа стенокардии. Похоронен в Москве на Новодевичьем кладбище.

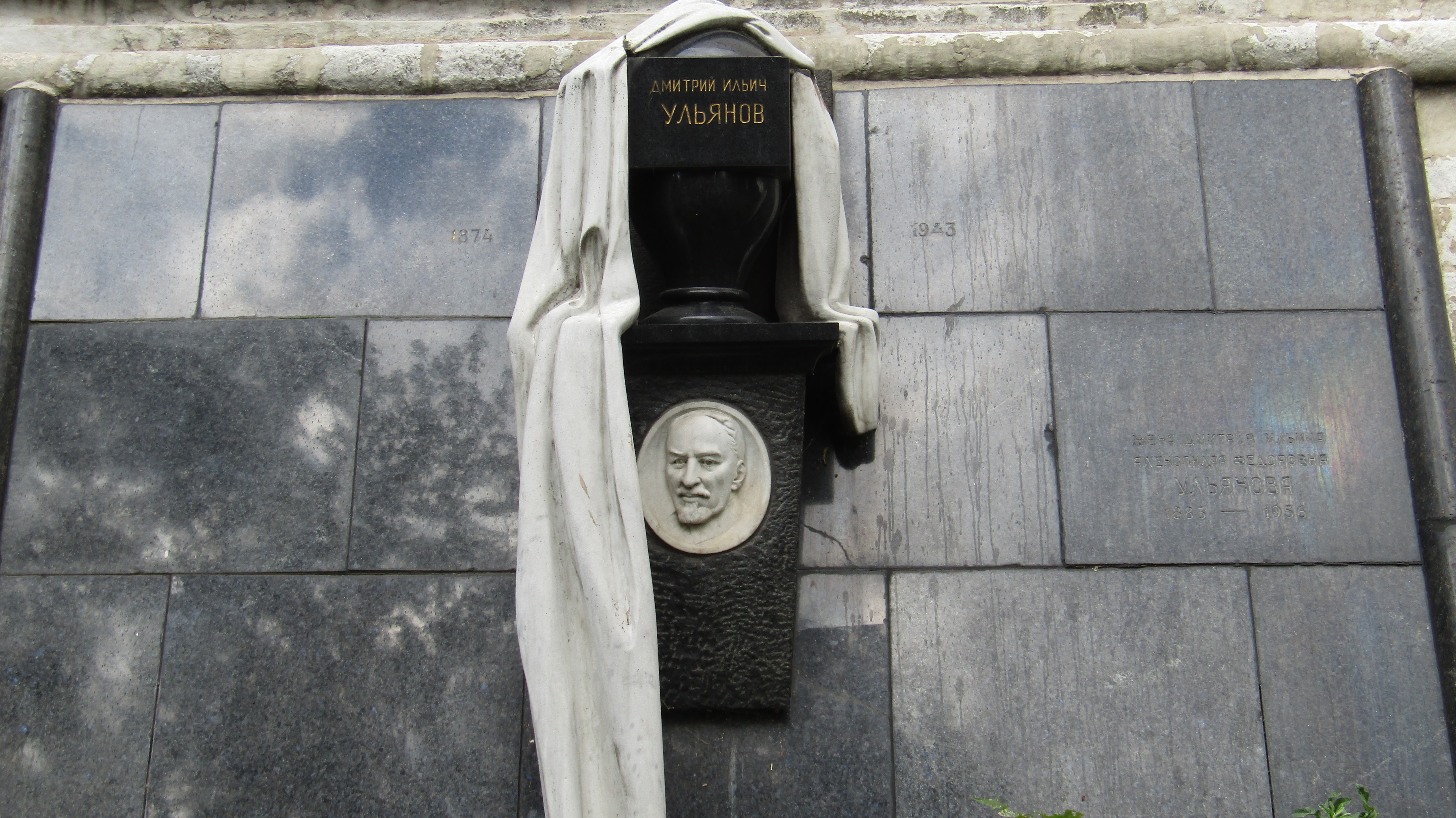
Урна с прахом Дмитрия Ильича Ульянова на Новодевичьем кладбище в Москве

### Увлечение шахматами
На протяжении жизни Дмитрий Ульянов постоянно играл в шахматы, составлял шахматные задачи, некоторые были опубликованы в крупных журналах ещё до революции. Опубликовал воспоминания об увлечении шахматами В. И. Ленина.

## Жёны и дети
- Антонина Ивановна Нещеретова, брак бездетный.
- Александра Фёдоровна Карпова (1883—1956):
  - дочь Ольга (4 марта 1922 года — 25 марта 2011 года). Ольга Дмитриевна Ульянова — дочь Д. И. Ульянова
    - внучка Надежда
      - правнучка Елена.

Ольга Дмитриевна Ульянова — дочь Д. И. Ульянова

- Евдокия Михайловна Червякова (внебрачная связь):
  - сын Виктор (13 февраля 1917— 22 ноября 1984)

- -     - внук Владимир (апрель 1940)
      - правнучка Надежда

    - внучка Мария (1943—2021)
      - правнук Александр[15][16].

Дмитрий Ульянов — единственный среди своих братьев и сестёр, кто имел родных детей. Его потомки живут в России (по состоянию на 2021 год).

## Память
Почта СССР в 1974 году выпустила марку из серии «Профессиональные революционеры. К 100-летию со дня рождения». № 4378. 4 к. — Д. И. Ульянов (1874—1943)
В честь Дмитрия Ильича Ульянова назван ряд улиц в населённых пунктах бывшего СССР.

### Россия
- Его имя носил в 1942—1990 годах Самарский Государственный медицинский университет.
- В Москве существует отель «Дмитрий Ульянов», расположенный на улице его имени.

### Крым
- В Севастополе существует дом Д. И. Ульянова[18].
- В честь Дмитрия Ильича Ульянова также названа общеобразовательная школа № 2 в Феодосии
- В Симферополе установлен памятник между улицами Долгоруковской и Александра Невского, на ул. Желябова, и названа улица (бывшая Херсонская).

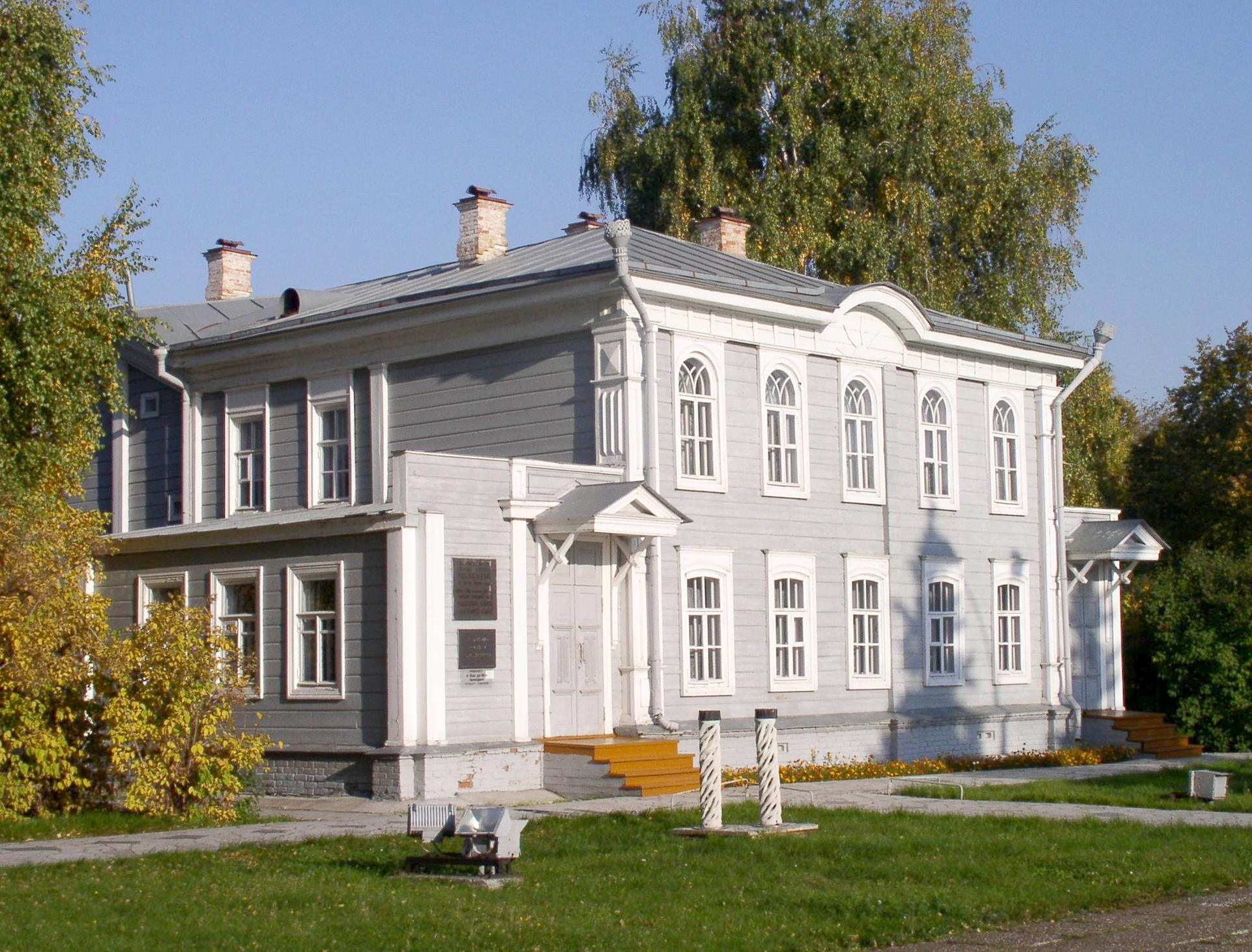
Дом Жарковой, ныне Квартира-музей семьи Ульяновых, в котором родился Дмитрий Ульянов
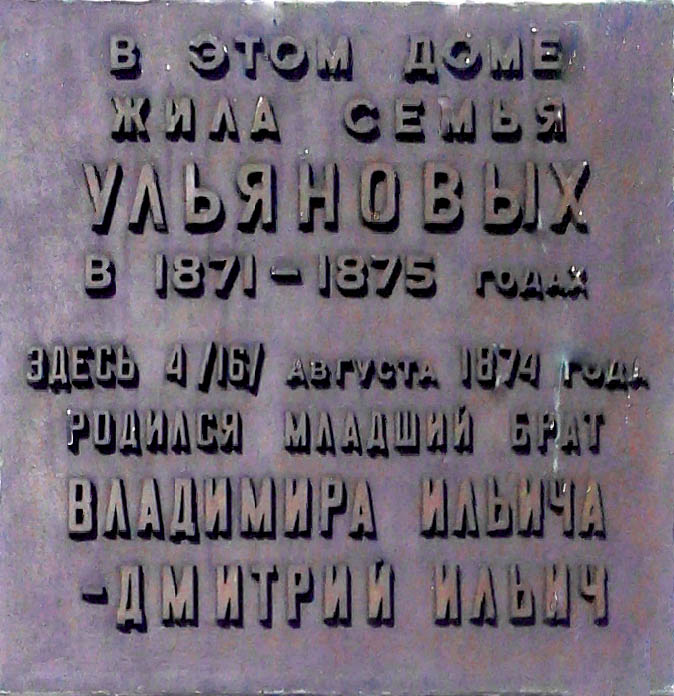
Мемориальная доска на доме, в котором жила семья Ульяновых в 1871-1875 гг. в г. Симбирске
Мемориальная доска в Запорожье
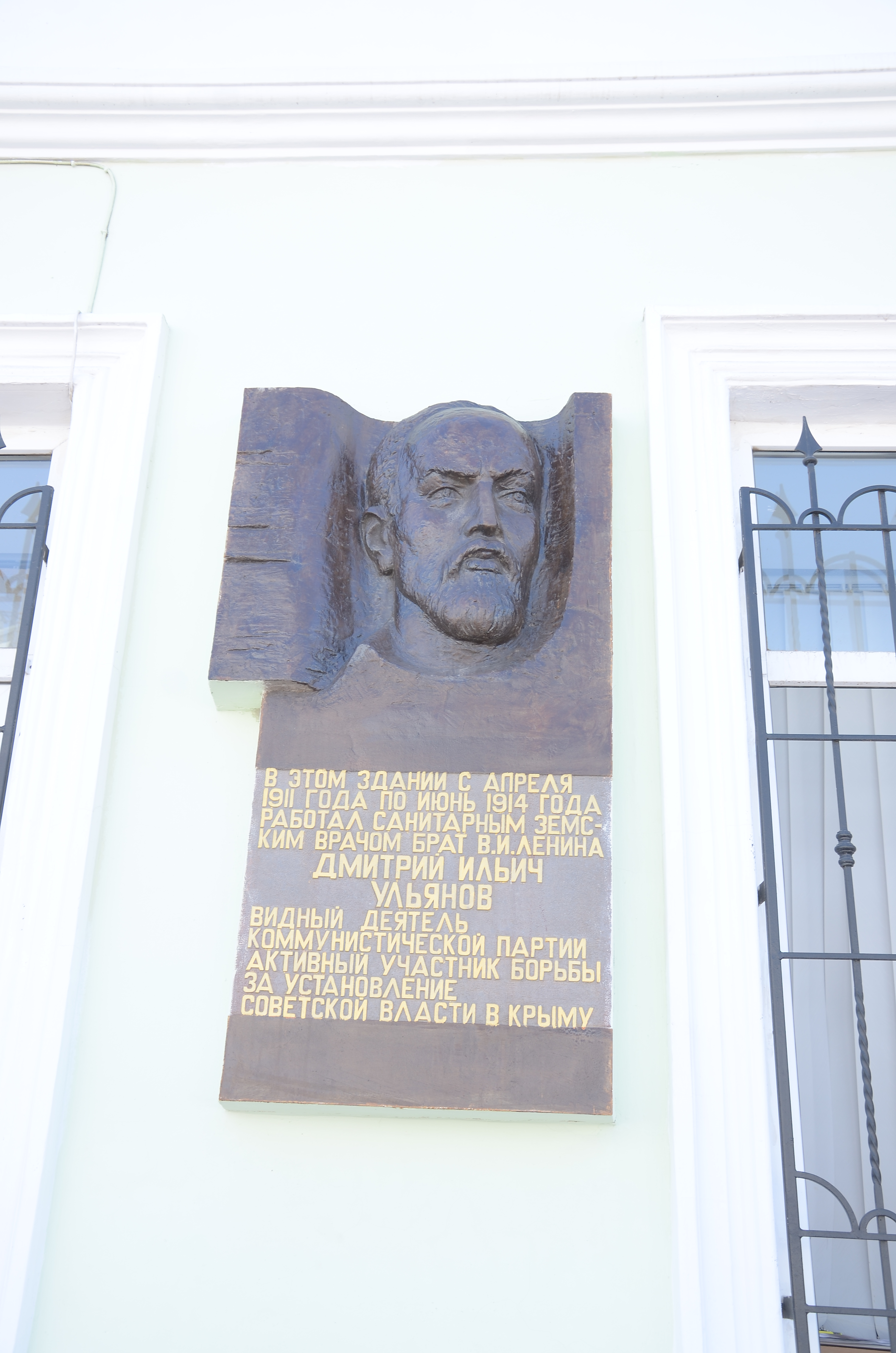
Мемориальная доска в Феодосии, ул. Земская, 4
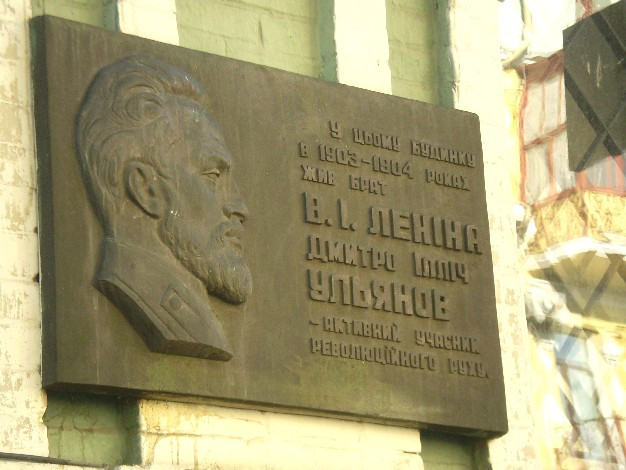
Мемориальная доска на доме Национальный союз композиторов Украины (Киев)
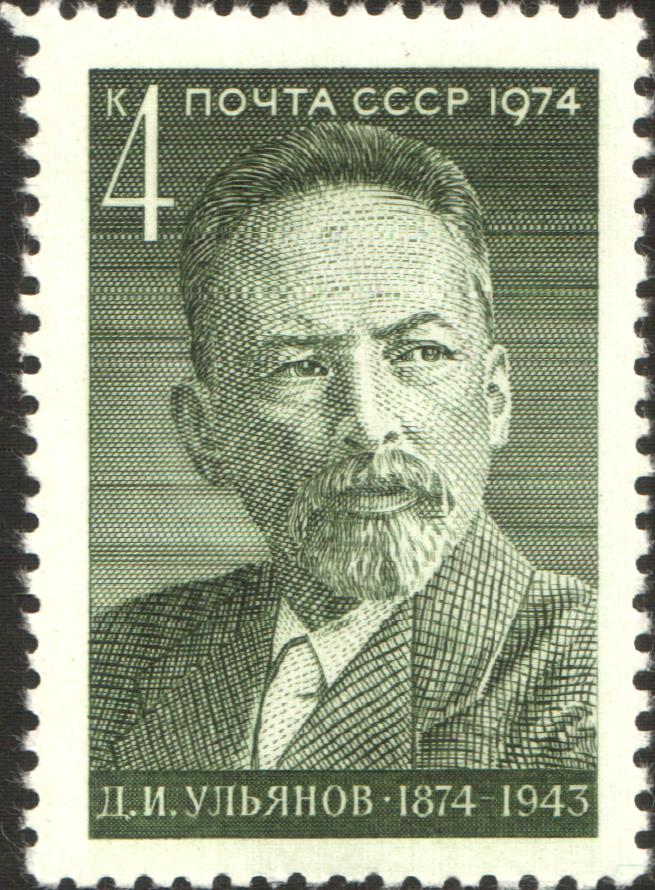
Марка СССР 1974 г.
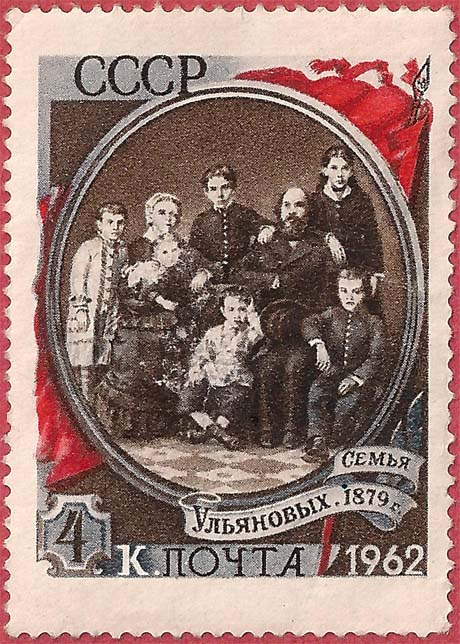
Почтовая марка СССР 1962 г. «Семья Ульяновых» (1879 г.)
Мемориальная доска на доме, где работал Д. И. Ульянов в 1905-06 г. г. (Симбирск)

## Образ в кино
- «Семья Ульяновых» (1957). В роли Мити Ульянова — Борис Бурляев.
- «В Крыму не всегда лето» (1987) — советский художественный фильм, посвящён жизни и деятельности Д. И. Ульянова в Крыму, организации будущей всесоюзной здравницы, в главной роли Александр Ткаченок.
- «Раскол» (1993) — российский художественный многосерийный фильм. Роль Дмитрия Ульянова сыграл Алексей Никульников.
- В 1965 году в Советском Союзе был снят фильм «Сердце матери» (режиссёр — Марк Донской). Первый фильм дилогии о семье Ульяновых, снятый на основе одноимённой книги Зои Воскресенской. Второй фильм — «Верность матери» (1966). Роли Дмитрия сыграли Андрей Богословский (в детстве) и Юрий Соломин.